# Trude Gimle
Trude Charlotte Gimle, norveška alpska smučarka, * 2. december 1974, Aurskog, Norveška.
Nastopila je na olimpijskih igrah 1994 in 1998, kjer je bila petnajsta v slalomu, šestnajsta v smuku in 25. v superveleslalomu. V edinem nastopu na svetovnih prvenstvih leta 1999 je osvojila peto mesto v kombinaciji. V svetovnem pokalu je tekmovala osem sezon med letoma 1994 in 2001 ter dosegla tri uvrstitve na stopničke, dve v kombinaciji in eno v slalomu. V skupnem seštevku svetovnega pokala je bila najvišje na 28. mestu leta 1999, ko je bila tudi tretja v kombinacijskem seštevku.